# Rubén Blanco
Rubén Blanco Veiga (* 25. Juli 1995 in Mos, Provinz Pontevedra) ist ein spanischer Fußballspieler, der als Torwart bei Olympique Marseille unter Vertrag steht.

## Karriere
Seit 2012 spielte er in der Profimannschaft von Celta Vigo. In der Saison 2011/2012 wurde Blanco einmal in einem Spiel der Segunda División und in der folgenden Saison bei zwei Spielen in der Primera División eingesetzt. 2013/14 spielte er hauptsächlich in der Segunda División B, wurde jedoch auch einmal in der Copa del Rey eingesetzt. Bei der U-19-Europameisterschaft 2013 spielte er viermal für Spanien.
Im Juli 2022 wechselte der Spanier für ein Jahr auf Leihbasis zu Olympique Marseille. Nach einem Jahr verpflichtete ihn Marseille fest und stattete ihn mit einem Vertrag bis 2026 aus.